# Myrmatheca
Genre
Myrmatheca est un genre d'araignées aranéomorphes de la famille des Salticidae.

## Distribution
Les espèces de ce genre se rencontrent en Malaisie, en Indonésie et à Madagascar,.

## Liste des espèces
Selon World Spider Catalog (version 25.5, 29/07/2024) :
- Myrmatheca alticephalon (Yamasaki & Ahmad, 2013)
- Myrmatheca ransoni (Wanless, 1978)

## Publication originale
- Prószyński, 2016 : « Delimitation and description of 19 new genera, a subgenus and a species of Salticidae (Araneae) of the world. » Ecologica Montenegrina, vol. 7, p. 4-32 (texte intégral).